# 文敬河
文敬河 （韓語：문경하，1980年5月29日—），韓國女子手球運動員，司職守門員，現為韓國國家女子手球隊隊員。

## 簡歷
2010年11月，文敬河代表韓國出戰廣州亞運會，參加女子手球比賽項目，奪得銅牌。